# تعذر القهقهة
تعذر القهقهة هي حالة عصبية نفسية نادرة لا يستطيع الشخص المصاب بها الضحك بصوت مسموع. يمكن أن يكون سبب هذه الحالة هو إصابة الدماغ الرضية، وتحديدًا في الفص الصدغي الأيمن.